# Eskimo
 Eskimo és una pel·lícula estatunidenca dirigida per W.S. Van Dyke, estrenada el 1933. Está basada en els llibres Der Eskimo i Die Flucht ins weisse Land de l'exploradors i autor danès Peter Freuchen. El film és protagonitzat per Ray Mala com a Mala, Lulu Wong Wing com Aba, la primera dona de Mala, Lotus Long com Iva, la segona dona de Mala, i Peter Freuchen com el capità del vaixell.
Eskimo va ser la primera pel·lícula rodada en una llengua nadiua americana (Inupiat), i la primera rodada a Alaska. El film també documenta moltes de les pràctiques culturals dels nadius d'Alaska.

## Argument
Mala viu tranquil al seu poble d'Alaska. Però arriben els blancs i sembren la confusió. Un d'ells viola i mata la seva dona. Mala es venja i ha de fugir per escapar a la llei dels blancs.

## Repartiment
- Ray Mala: Mala l'Esquimal
- Lulu Wong Wing: Aba, la dona de Mala
- Lotus Long: Iva
- Peter Freuchen: el capità
- W.S. Van Dyke: l'inspector

## Premis
- Oscar al millor muntatge 1935 per Conrad A. Nervig
- Als premis del National Board of Review 1934 va ser destacat com el millor film de l'any.